# 痛快すずらん通り
『痛快すずらん通り』（つうかいすずらんどおり）は花見沢Q太郎の漫画作品である。週刊ヤングキング（少年画報社）に連載。単行本全1巻（1997年7月、少年画報社）。2005年に花見沢の作品『ちまちまはいすくーる』と合わせた新装版『ちますず』が同社から出た。

## 作品概要
ヤングキング誌上に連続して掲載された初期中編3部作の2番目である。前作『ちまちまはいすくーる』、後の作品に当たる『HoneyBlue』と同じく、幼さの残る思春期の少女を主人公とした作品である。
良くも悪くも「行き当たりばったり」で描かれた作品で、物語の筋に一貫性が乏しいが随所に小ネタがちりばめられ非常にハイテンションな作品となっており、当時の「花Qらしさ」が存分に発揮されている。
ちなみに題名の「すずらん通り」は第1話に数コマ登場するのみで、物語の舞台は大学や主人公の部屋ばかりである。

## あらすじ
結木小太丸（ゆうきこたまる）は大学にめでたく合格し、アパート生活を始める。
その初日の晩、草むらで倒れている少女「もみじ」を発見し、行きがかりから晩飯をおごり、アパートの部屋に泊めることになる。
数日後、母と喧嘩して家出してきた彼女が再びアパートを訪れ、そこで二人は初めてセックスをする。その後二人の仲は深くなり、しばしばセックスを繰り返す。
実は、もみじは母子家庭で父と別居・離婚協議中、母親は次々男を変えては付き合っている。そういった環境での寂しさがプチ家出や小太丸への甘えとなって現れていた。
もみじは小太丸の妹と偽り大学へも一緒に遊びに行くようになり、小太丸が入ったサークルのメンバーとも仲良くなったりと楽しい日々が続くが、ある日もみじの父母の離婚が正式に決まる。「みんないつかいなくなってしまうのではないか」とまだ精神的に幼いもみじは不安にかられ、小太丸の前からも行方をくらましてしまい……

## 主要登場人物
照山もみじ（てるやま　-）
思春期の少女。授業内容から高校生と推測されるが外見や体格は幼い。ただし発毛はしている（第3話のセックスシーンに陰毛らしき表現があり、また第6話で立石さんがもみじのパンツに手を入れ、ぬいぐるみみたいと言っている）。名前は童謡の歌詞である。髪はストレートでややボーイッシュなショートカット。前髪が長い。父母が別居し離婚調停中らしい。もみじは母と二人暮しだが、母は男を替えて遊んでいる（ように見えるが、次の夫を見つけるためなどの目的も有る）。家庭環境は良くない。或る晩家出して、空腹のため草むらで倒れていたところを大学生結木小太丸（ゆうきこたまる）に拾われ、ご飯をおごってもらい部屋に泊めてもらう。それ以来小太丸になついて、彼の大学のサークルにもよく顔を出す。サークル自主制作の映画に出演したこともある。サークルの立石佳子（たていしけいこ）によった勢いでレズプレイで食われそうになる。
結木小太丸（ゆうき　こたまる）
武蔵浦和大学の新入生男子。すずらんハイツ201号が住居。もみじと出会い（最初は「かえで」と思っていた）、しだいに仲良くなりセックスフレンドの関係を持つ。隣家のアーノルドの誘いで隅田川教授の研究室を見学に行くと、そこにたむろしていたサークルになしくずしに入会させられてしまう。
もみじの母
女手ひとつでもみじを育てる。夫とは別居・離婚協議中だったが、正式に離婚が同意される。離婚が決まってから一時腑抜けのようになってしまったが、また元気になった。
アーノルド
アメリカ人。小太丸の隣人（つまり202号室）。武蔵浦和大学の隅田川教授にあこがれて日本に来た。同サークルの先輩立石佳子（たていしけいこ）に恋をする。途中で実家の事情でアメリカに帰国する。
平野（ひらの）部長
隅田川教授の研究室にたむろするサークル「JEX（ジャパンエクスプローラーズ）」の部長。面倒見は良い。
立石佳子（たていしけいこ）
4年生。サークルで色々重要な役目をこなす。学園祭の映画制作の時は脚本を書いた（それは「カレー侍」という素っ頓狂な題の時代劇だった）。趣味はタロット占い。酒癖が悪く、酔うと男子に胸を触らせたり、キスしたり、そこら辺のものを投げつけたりし、もみじには本格的なレスビアン行為を行おうとしたが、これは紙一重で助かる。潜在的にレスビアンであるらしい。サークルのムードメーカーでありお姉さまである。
永見（ながみ）
サークルの女子学生。気のいい人。オートバイで事故を起こし、映画に出演できなくなり、替わりにもみじが「そば屋の看板娘お民」を演ずることになる。

## 単行本
- 痛快すずらん通り 1997年07月発行 ISBN 4785915862
- ちますず 2005年12月発行 ISBN 4785925973